# Alte Bach
Die Alte Bach (weitere Bezeichnungen: Kleine Pfinz sowie Alte Pfinz) ist ein Bach im Osten der Stadt Karlsruhe und im Norden des Landkreises Karlsruhe. Das Gewässer verläuft überwiegend in der Oberrheinischen Tiefebene als Entwässerungsgraben westlich des Flusses Pfinz.

## Verlauf

### Oberer Teil
Der Bach ist unter dem Namen „die allt bach“ erstmals 1535 urkundlich nachweisbar. Damals lag der Ursprung des Gewässers in einem sumpfigen Gebiet der Kinzig-Murg-Rinne zwischen den heutigen Karlsruher Stadtteilen Durlach und Rintheim. Im 17. Jahrhundert wurde die Alte Bach zur Trockenlegung der Sümpfe als Entwässerungsgraben ausgebaut. Bereits ab 1588 war zur Entwässerung des Gebiets der Landgraben als direkte Verbindung zum Rhein entstanden.
Im Zuge von Entwässerungsmaßnahmen wurde 1960 der Tiefentalgraben an die Alte Bach angebunden; heute entsteht die Alte Bach ⊙  zwischen Karlsruhe-Grünwettersbach und der Bundesautobahn 8 unweit der Schule des Stadtteils. Der Bach unterquert zunächst die Autobahn und verläuft durch die Hurenklamm und Hohenwettersbach zu einem Hochwasserrückhaltebecken ⊙ beim Zündhütle und weiter unterirdisch durch Durlach bis zur Untermühlsiedlung. Anschließend quert der Bach den Elfmorgenbruch ⊙ und fließt durch den Stadtteil Hagsfeld. Nördlich von Hagsfeld kreuzt der Alte Bach den Pfinz-Entlastungskanal in einem Düker ⊙. An der Gewässerkreuzung kann Wasser von der Alten Bach in den Entlastungskanal übergeleitet werden. Zwischen 1818 und 1936 zweigte hier der Hirschkanal ab, der zur Tränkung von Wildtieren im Hardtwald angelegt wurde.
Im weiteren Verlauf erreicht die Alte Bach das Gebiet der Stadt Stutensee, durchfließt den Ort Büchig und verläuft am Ostrand des Stadtteils Blankenloch. Ungefähr ab 1700 hatte die Alte Bach im Raum Blankenloch die Funktion eines tiefliegenden Entwässerungsgrabens. In ihr floss das Wasser ab, das den hochliegenden Flüssen Pfinz und Heglach entnommen und zur Wiesenwässerung genutzt wurde. Ebenfalls in die Alte Bach entwässerte die Blankenlocher Dorfbach, die ihr Wasser der Pfinz entnahm, die Alte Bach auf einer Rinne überquerte und bis 1962 durch die Blankenlocher Hauptstraße verlief. Während der Pfinz-Saalbach-Korrektion wurde die Alte Bach in Blankenloch um circa 200 Meter nach Osten verlegt und trägt seitdem auch den Namen die neue Alte Bach.
Heute unterquert die Alte Bach die Heglach ⊙ südöstlich des Schlosses Stutensee und mündet in die Pfinz ⊙.

### Unterer Teil
Vor der Pfinz-Saalbach-Korrektion setzte sich der Gewässerlauf weiter nach Norden fort. Im Amtlichen Digitalen Wasserwirtschaftlichen Gewässernetz (AWGN) wird der untere Teil der Alten Bach dem Verlängerten Pfinzkanal zugerechnet. In topographischen Karten und im örtlichen Sprachgebrauch wird das Gewässer weiterhin als Alte Bach bezeichnet.
In der Gegenwart ist das Bachbett ab dem Schloss Stutensee ⊙ vorhanden und bis Friedrichstal, einem weiteren Stadtteil von Stutensee, ein meist trockener Graben. Nach der unterirdischen Querung von Friedrichstal verläuft die Alte Bach parallel zur Heglach; vor 1739 mündete sie an der Gemarkungsgrenze zwischen Friedrichstal und Graben in die Heglach ⊙.
1739 wurde der von hier nach Nordwesten durch den Hardtwald verlaufende Galgengraben (auch Hochgerichtsgraben) an die Alte Bach angeschlossen. In der Gegenwart auch als Alte Bach bezeichnet, fließt dem Graben im Hardtwald der Hirschkanal zu. Beim Austritt aus dem Hardtwald zweigt an der Galgengrabenschleuse ⊙ der Neugraben ab. Die Alte Bach, nun auch als Scheidgraben bezeichnet, wendet sich nach Westen. Beide Gräben dienten früher der Wiesenwässerung in den Gemeinden Graben und Liedolsheim. In der Gegenwart ist die Alte Bach an den Distelstückergraben ⊙ angebunden. Distelstückergraben und Neugraben durchfließen das Naturschutzgebiet Oberbruchwiesen und vereinigen sich dann mit weiteren Gräben zum Verlängerten Pfinzkanal, der östlich von Rußheim die Pfinz und den Saalbachkanal unterquert und westlich von Huttenheim in den Rheinniederungskanal mündet. Der Rheinniederungskanal entwässert bei Philippsburg in einen Altrheinarm.

### LUBW
Amtliche Online-Gewässerkarte mit passendem Ausschnitt und den hier benutzten Layern: Lauf und Einzugsgebiet der Alten Bach

Allgemeiner Einstieg ohne Voreinstellungen und Layer: Daten- und Kartendienst der Landesanstalt für Umwelt Baden-Württemberg (LUBW) (Hinweise)
1. 1 2  Höhe nach dem Höhenlinienbild auf dem Hintergrundlayer Topographische Karte.
2. ↑  Länge nach dem Layer Gewässernetz (AWGN).
3. ↑  Einzugsgebiet aufsummiert aus den Teileinzugsgebieten nach dem Layer Basiseinzugsgebiet (AWGN).

### Andere Belege
1. ↑  Friedrich Huttenlocher, Hansjörg Dongus: Geographische Landesaufnahme: Die naturräumlichen Einheiten auf Blatt 170 Stuttgart. Bundesanstalt für Landeskunde, Bad Godesberg 1949, überarbeitet 1967. → Online-Karte (PDF; 4,0 MB)
2. ↑  Josef Schmithüsen: Geographische Landesaufnahme: Die naturräumlichen Einheiten auf Blatt 161 Karlsruhe. Bundesanstalt für Landeskunde, Bad Godesberg 1952. → Online-Karte (PDF; 5,1 MB)
3. ↑  Michael Hassler: Die Pfinz und ihre Zuflüsse. In: Dieter Hassler (Hrsg.): Wässerwiesen: Geschichte, Technik und Ökologie der bewässerten Wiesen, Bäche und Gräben in Kraichgau, Hardt und Bruhrain. Verlag Regionalkultur, Ubstadt-Weiher 1995, ISBN 3-929366-20-7, S. 218–246, hier S. 219.
4. ↑  Hassler, Pfinz, S. 219, 223.
5. ↑  Heinz Bender: Vergangenheit und Zeitgeschehen. Eine Chronik. Gemeinde Stutensee, Stutensee 1995, S. 35, 310 f., 314 f.
6. ↑  Michael Hassler: Die Grabener Bucht. In: Dieter Hassler (Hrsg.): Wässerwiesen: Geschichte, Technik und Ökologie der bewässerten Wiesen, Bäche und Gräben in Kraichgau, Hardt und Bruhrain. Verlag Regionalkultur, Ubstadt-Weiher 1995, ISBN 3-929366-20-7, S. 247–259, hier S. 252 f.
7. ↑  Michael Hassler: Exkursionsvorschläge zu Wiesen und Bächen. In: Dieter Hassler (Hrsg.): Wässerwiesen: Geschichte, Technik und Ökologie der bewässerten Wiesen, Bäche und Gräben in Kraichgau, Hardt und Bruhrain. Verlag Regionalkultur, Ubstadt-Weiher 1995, ISBN 3-929366-20-7, S. 389–395, hier S. 390f.